# Marim (Pontevedra)
Marim (Marín) é um município da Espanha na província de Ponte Vedra, comunidade autónoma da Galiza, e da comarca do Morraço. Tem 36,7 km² de área e em 2021 tinha 24 248 habitantes (densidade: 660,7 hab./km²).
Marim tem um importante porto pesqueiro, com uma desenvolvida indústria pesqueira. Também é um município  com um intenso turismo e possui uma Escola Naval Militar.

## Demografia
| Variação demográfica do município entre 1991 e 2004 | Variação demográfica do município entre 1991 e 2004 | Variação demográfica do município entre 1991 e 2004 | Variação demográfica do município entre 1991 e 2004 |
| --------------------------------------------------- | --------------------------------------------------- | --------------------------------------------------- | --------------------------------------------------- |
| 1991                                                | 1996                                                | 2001                                                | 2004                                                |
| 24045                                               | 24731                                               | 24997                                               | 25706                                               |